# Beltex

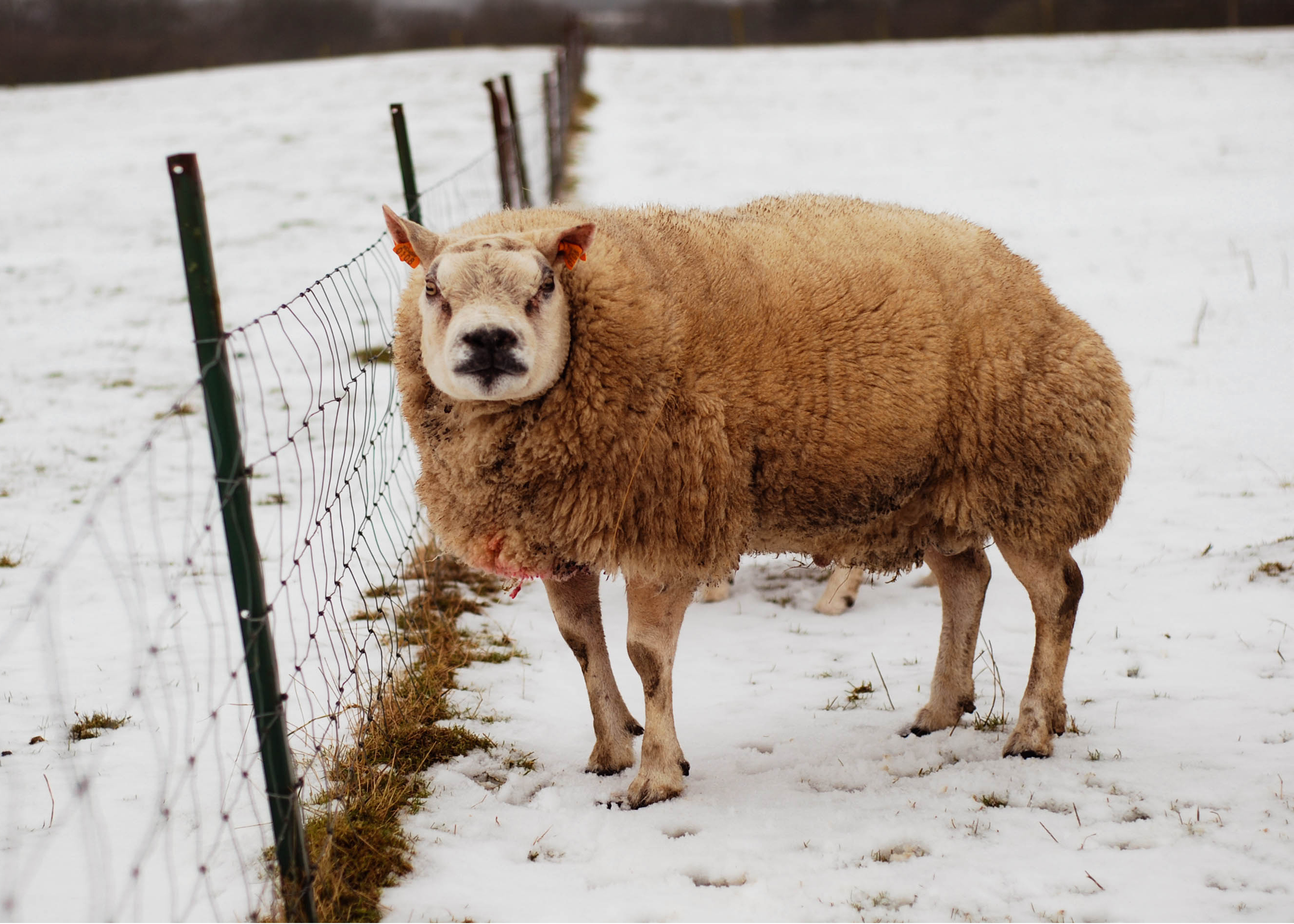
Een Beltexram.

De Beltex is een schapenras, afkomstig uit België, dat voornamelijk voor het vlees gefokt wordt. Het stamt af van de Texelaar. Zijn slachtrendement bedraagt tot 60%, het hoogste van alle schapenrassen. In 1989 werd het ras uitgevoerd naar het Verenigd Koninkrijk.